# Sviteaz, Șațk
Sviteaz (în ucraineană Світязь) este localitatea de reședință a comunei Sviteaz din raionul Șațk, regiunea Volînia, Ucraina.

## Demografie
Componența lingvistică a localității Sviteaz
     Ucraineană (99,24%)
     Alte limbi (0,75%)
Conform recensământului din 2001, majoritatea populației localității Sviteaz era vorbitoare de ucraineană (99,24%), existând în minoritate și vorbitori de alte limbi.